# Liste de grottes d'Espagne
 (août 2024).
Si vous disposez d'ouvrages ou d'articles de référence ou si vous connaissez des sites web de qualité traitant du thème abordé ici, merci de compléter l'article en donnant les références utiles à sa vérifiabilité et en les liant à la section « Notes et références ».
Pour un article plus général, voir Liste de grottes.
La liste de grottes d'Espagne présentée ci-dessous est un échantillonnage de cavités souterraines naturelles (grottes, gouffres, etc.) espagnoles, ayant acquis une relative notoriété du fait de leur fréquentation et/ou de leurs particularités : dimensions (développement ou dénivelé), concrétionnement, art rupestre, art mobilier, pratiques rituelles, etc.
Établir une telle liste de cavités est une tâche sans fin car leur nombre déjà très important (plusieurs milliers en Espagne) s'accroît au fil des découvertes des spéléologues. Ces derniers s'emploient à trouver, explorer, étudier les grottes, ainsi que toutes les autres formes souterraines, karstiques ou pseudokarstiques.
Les organismes spéléologiques ou patrimoniaux contribuent à réaliser ce recensement par subdivision administrative (communauté autonome, province, municipio, etc.), par ensemble géographique (massif, etc.) ou par type de cavité (ornée, à gisement, etc.) sous forme d'inventaires ou de base de données.
« Cueva » en espagnol, ainsi que « cova » en catalan et en galicien, signifient « grotte » en français ; « sima » en espagnol et « avenc » en catalan peuvent se traduire par « gouffre » ou « aven » en français.
Entre parenthèses, dans chacune des 17 communautés ou villes autonomes d'Espagne, sont indiqués la commune (municipio, concejo, concello selon les régions), suivie éventuellement de la province ou de la comarque, dans lesquelles s'ouvre chaque cavité.

## Andalousie (AN)

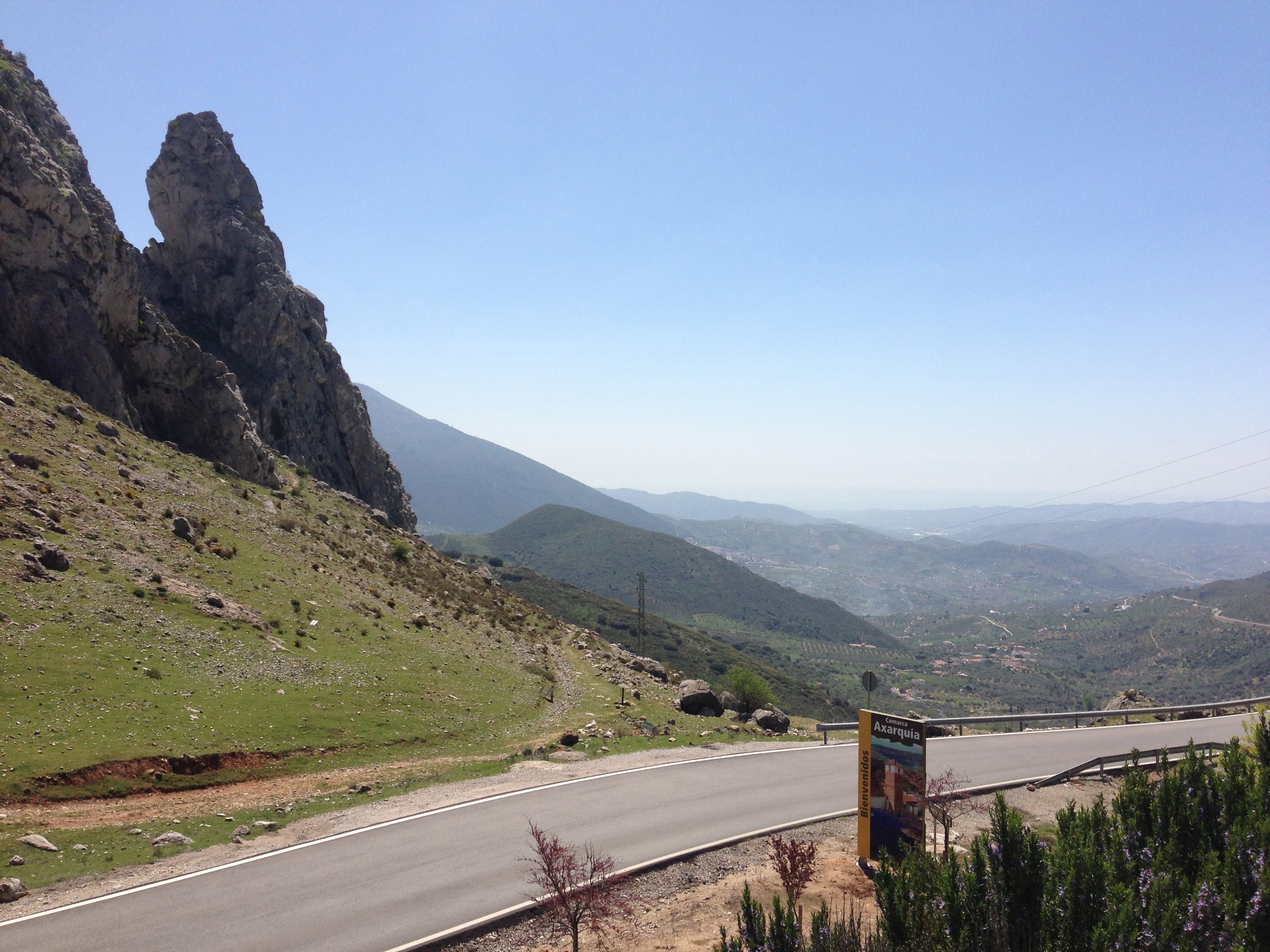
Grotte du Boquete

Entre parenthèses sont indiquées la commune puis la province où se trouve l'entrée de chaque cavité.
- Sima de Abraham (es) (Priego de Córdoba, Cordoue)
- Necrópolis de los Algarbes (es) (Tarifa, Cadix)
- Cueva de Ardales (es) (Ardales, Malaga)
- Cueva de Bacinete (es) (Los Barrios, Cadix)
- Grotte du Boquete (Alcaucín, Malaga)
- Cueva del Gato (es) (Benaoján, Malaga)
  - Cueva del Hundidero (Montejaque, Malaga)
- Cueva de Las Grajas (es) (Archidona, Malaga)
- Cueva Horá (es) (Darro, Grenade)
- Cueva de la Laja Alta (es) (Jimena de la Frontera, Cadix)
- Gruta de las Maravillas (es) (Aracena, Huelva)
- Cueva del Moro (es) (Tarifa, Cadix)
- Cueva de la Motilla (es) (Jerez de la Frontera, Cadix)
- Cueva de los Murciélagos (Zuheros, Cordoue)
- Grotte de Nerja (Nerja, Malaga)
- Cueva de la Pileta (Benaoján, Malaga)
- Cuevas del Sacromonte (es) (Grenade, Grenade)
- Cueva del Sol (es) (Tarifa, Cadix)
- Cuevas de Sorbas (es) (Sorbas, Almeria)
- Grotte du Tajo de las Figuras (Benalup-Casas Viejas, Cadix)
- Grotte du Tesoro (Rincón de la Victoria, Malaga)
- Cueva de la Tinaja (es) (Tolox, Malaga)
- Cueva del Toro (es) (Benalmádena, Malaga)
- Cueva de las Ventanas (es) (Píñar, Grenade)
- Cueva de la Victoria (es) (Rincón de la Victoria, Malaga)

## Aragon (AR)

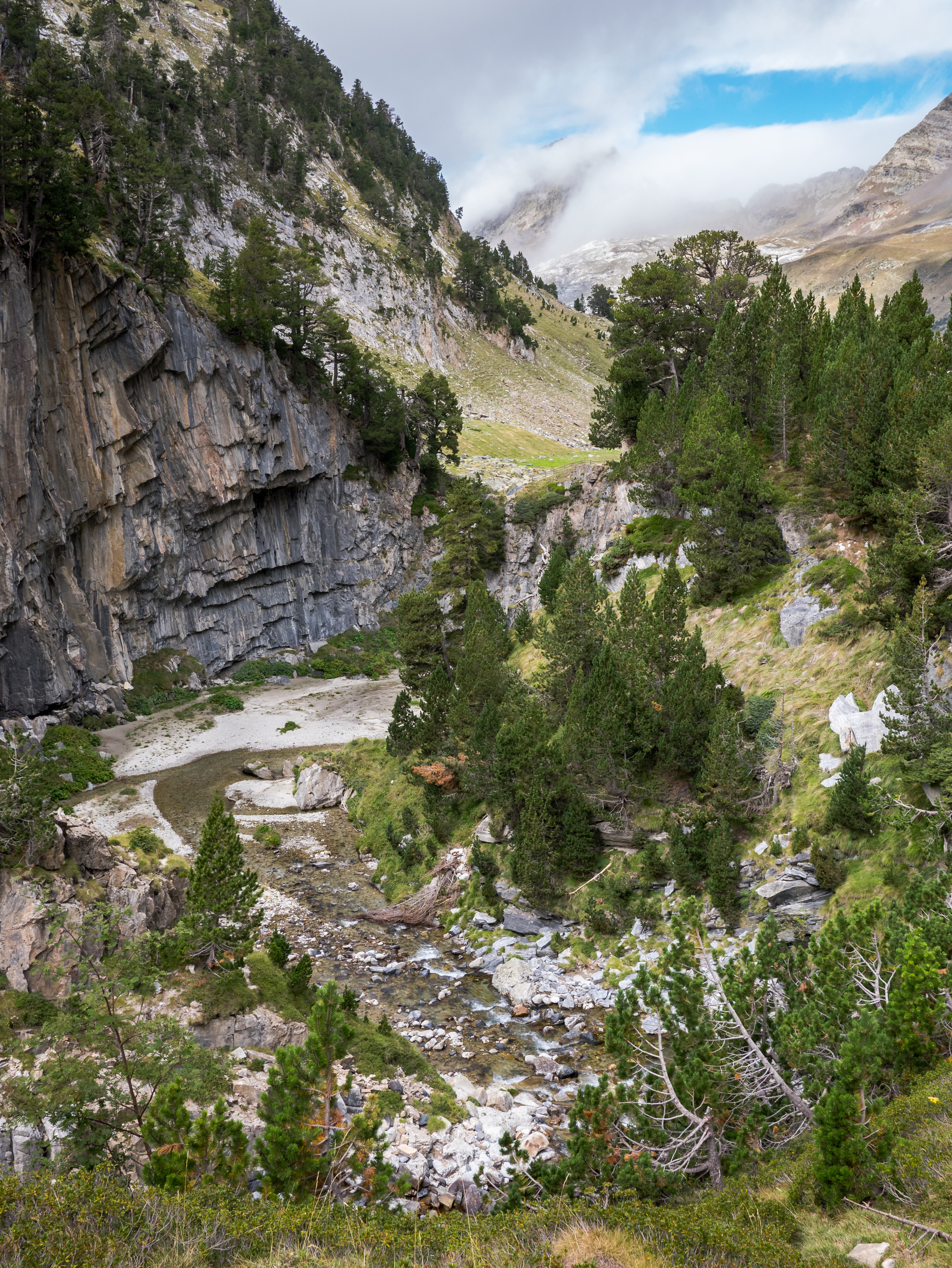
Trou du Toro, ou Forau de Aigualluts.

Entre parenthèses sont indiquées la commune puis la province où se trouve l'entrée de chaque cavité.
- Forau de Aigualluts (Benasque, Huesca)
- Forau del Cocho (Estadilla, Huesca)
- Grotte Casteret (Fanlo, Huesca)
- Cueva de Cambriles (es) (Castellote, Teruel)
- Grotte Casteret (Fanlo, Huesca)
- Las Güixas (Villanúa, Huesca)
- Grottes des Maures (Peralta de Calasanz, Huesca)

## Asturies (AS)

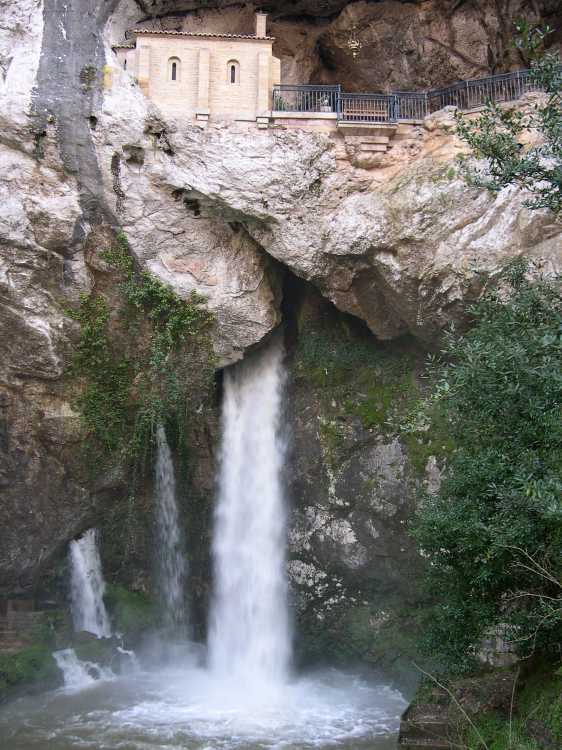
Grotte de Covadonga

Entre parenthèses est indiqué le concejo (commune des Asturies) ou se trouve l'entrée de chaque cavité.

### AS-A
- Cuevas de Andina (es) (El Franco)
- Cueva de los Azules (es) (Cangas de Onís)

### AS-B
- Grotte de Balmori (Llanes)
- Cueva del Bosque del Táranu (es) (Cabrales)
- Grotte d'El Buxu (Cangas de Onís)

### AS-C
- Grotte de Deboyo (Caso)
- Grotte de las Caldas (Oviedo)
- Grotte de la Peña de Candamo (Candamo)
- Cueva de los Canes (es) (Cabrales)
- Sistema del Cerro del Cuevón (es) (Cabrales)
  - Torca del Cerro del Cuevón [T-33]
  - Torca de las Saxifragas [TR-2]
- Cueva de la Coberiza (es) (Llanes)
- Cueva de Coímbre (es) (Peñamellera Alta)
- Grotte de Conde (Santo Adriano)
- Cueva de La Covaciella (Cabrales)
- Grotte de Covadonga (Cangas de Onís)
- Cueva de El Covarón (es) (Llanes)
- Cuevas del Cueto de la Llera (es) (Llanes)
  - Cueva del Cuetu de la Mina (es)
  - Cueva de la Riera (es)
  - Cueva del Tebellín (es)
- La Cuevona (Ribadesella)

### AS-D
- Cueva Deboyo (Caso)
- Cueva del Demo (es) (Boal)

### AS-E
- Grotte d'El Pindal (Ribadedeva)
- Grotte d'El Sidrón (Piloña)
- Entrecueves (es) (Ribera de Arriba)
- Abrigo de Entrefoces (Morcín)

### AS-F
Non connu

### AS-G
- Cueva de Godulfo (es) (Grado)

### AS-H
- Cueva de la Herrería (ast) (Llanes)
- Cueva Huerta (es) (Teverga)

### AS-I
Non connu

### AS-J
- Sistema del Jitu (es) (Onís et Cabrales)
  - Torca del Jitu
  - Cueva de Culiembru

### AS-K
Non connu

### AS-L
- texte=Cueva de Llonín (Peñamellera Alta)
- Cueva de la Lloseta (es) (Ribadesella)
- Cueva del Lloviu (es) (Villaviciosa)
- Cuevas de la Lluera (Oviedo)
- Cueva de La Loja (es) (Peñamellera Baja)

### AS-M
- Cueva de Mazaculos (es) (Ribadedeva)
- Cueva de las Mestas (es) (Las Regueras)
- Cueva del Molin (es) (Morcín)

### AS-N
Non connu

### AS-O
- Cueva oscura (es) (Las Regueras)

### AS-P
- Grotte de la Peña de Candamo (Candamo)
- Cueva de Les Pedroses (es) (Ribadesella)

### AS-Q
- Cueva del Quintanal (es) (Llanes)

### AS-R
- Cueva Rosa (Ribadesella)
- La Cuevona (Ribadesella)

### AS-S
- Cueva de Samoreli (es) (Llanes)
- Cueva de San Antonio (es) (Ribadesella)
- Cuevas de Santo Adriano (es) (Santo Adriano)
  - Cueva del Ángel
  - Abrigo de Santo Adriano
  - Cueva de El Rebollal
  - Cuevas de Los Torneiros
- Cueva del Sidrón (es) (Piloña)

### AS-T
- Cueva de Tito Bustillo (Ribadesella)
- Grottes de Cristal de Molinos (Molinos)
- Cueva de Traúno (es) (Peñamellera Alta)
- Sistema del Trave (Cabrales)
  - Torca del Alba
  - Torca de la Laureola
  - Torca del Trave
- Cueva de Trescalabres (es) (Llanes)

### AS-U
- Torca Urriellu (es) (Cabrales)

### AS-V
- Abrigo de la Viña (Oviedo)

### AS-WàZ
Non connu

## Îles Baléares (IB)
Entre parenthèses est indiquée, pour chacune des îles de l'archipel des Baléares, la commune où se trouve l'entrée de chaque cavité.

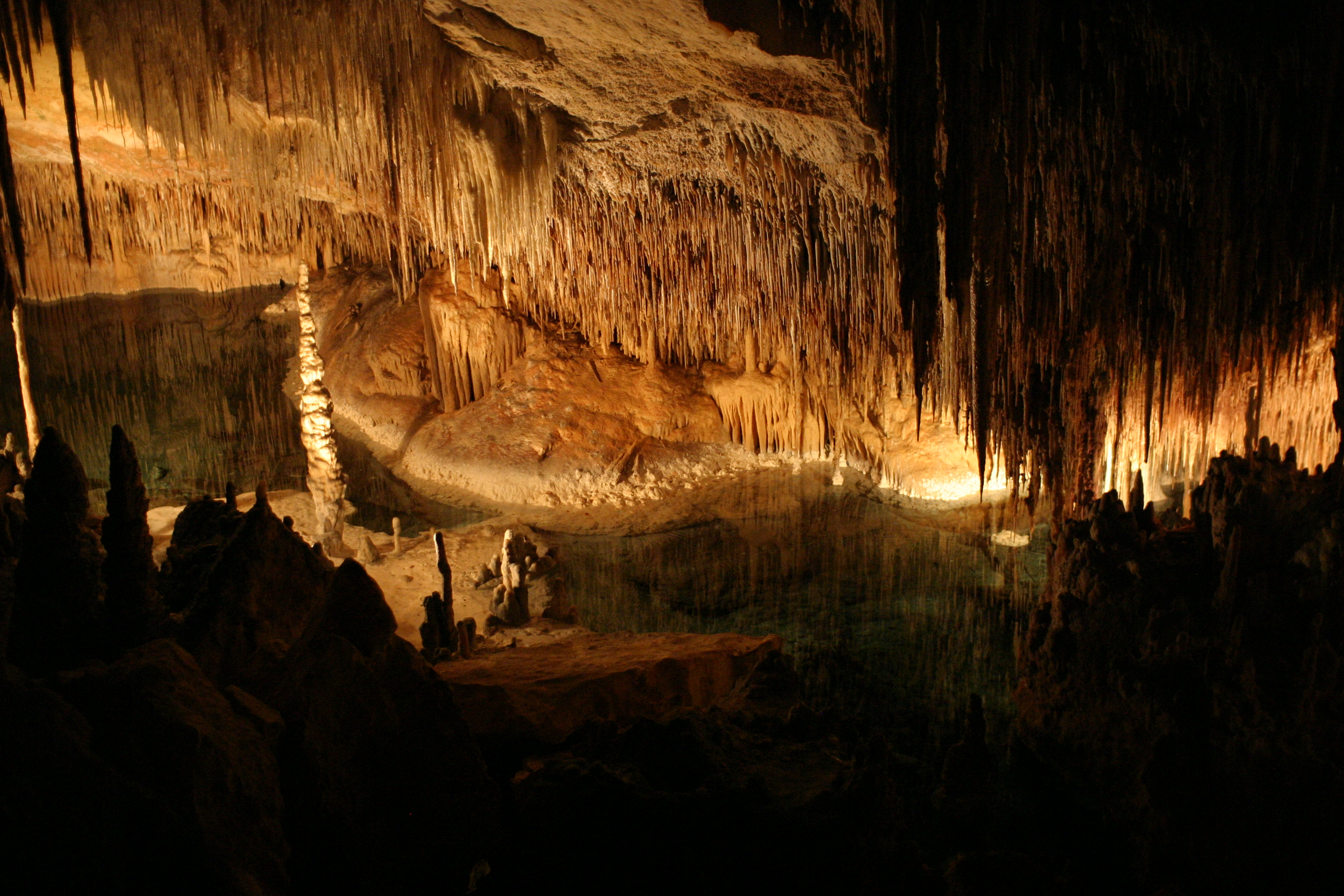
Grottes du Drach

### Majorque

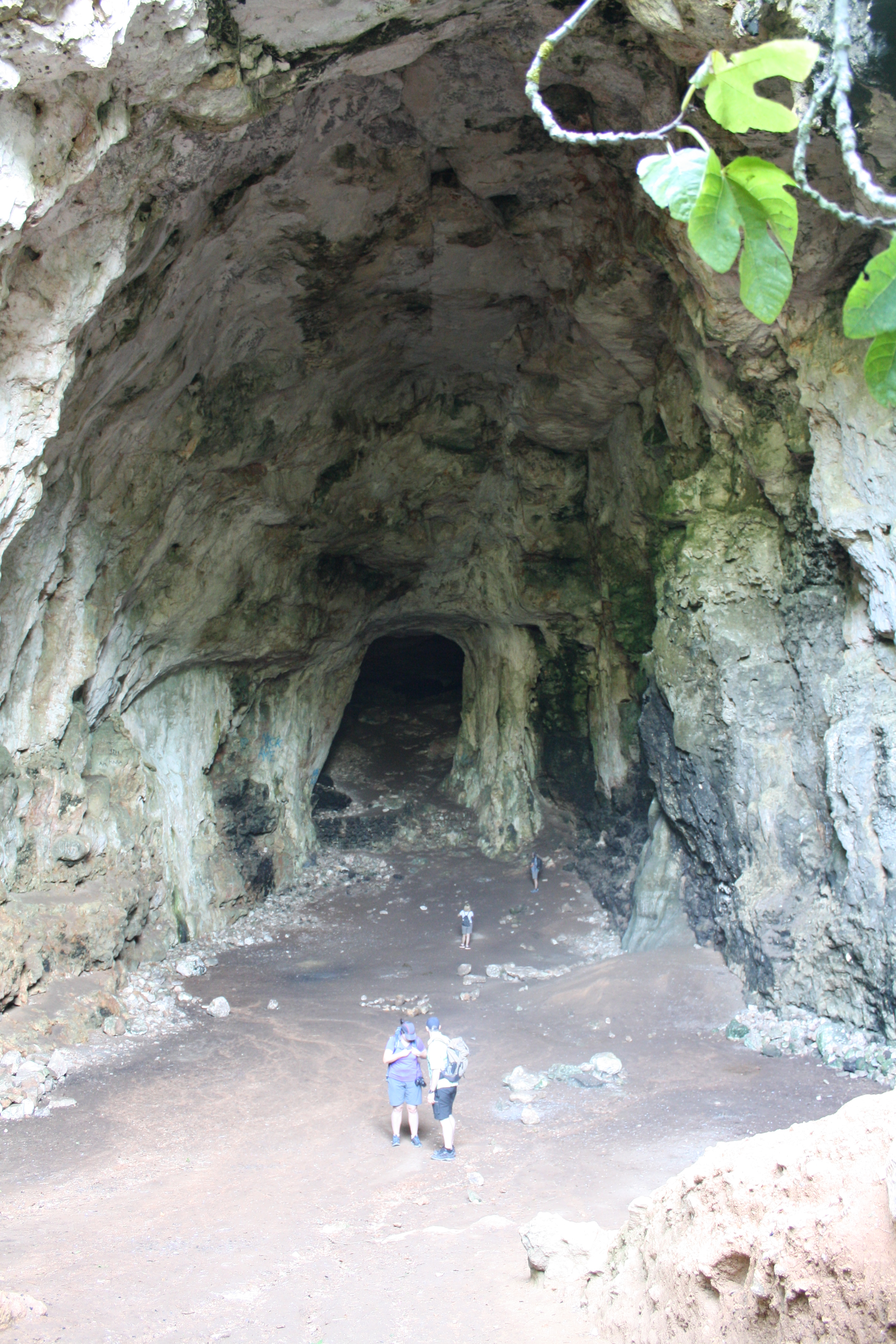
Grotte d'Es Coloms

- Cova de S'Àguila - Sa Boal (ca) (Llucmajor)
- Coves de Son Antelm (ca) (Llucmajor)
- Cova de Ses Arnaules - Es Canet (ca) (Llucmajor)
- Cova de Ses Arnaules - Sementer de ses Figueres (ca) (Llucmajor)
- Coves d'Artà (ca) (Capdepera)
- Cova de Bennoc (ca) (Llucmajor)
- Cova d'en Borinó (ca) (Llucmajor)
- Cova de Son Boscana (ca) (Llucmajor)
- Cova des Bufador de Son Berenguer (ca) (Santa Maria del Camí)
- Avenc de Ca sa Coanegrina (ca) (Santa Maria del Camí)
- Cova de Sa Cabana - Es Figueral de Moro (ca) (Llucmajor)
- Cova de Cala Pi (ca) (Llucmajor)
- Coves de Campanet (ca) (Campanet)
- Cova de Canet (ca) (Esporles)
- Cova de Son Cardell (ca) (Llucmajor)
- Cova de Cas Frares (ca) (Llucmajor)
- Cova de Sa Conillera de S'Àguila (ca) (Llucmajor)
- Cova de Son Cresta (ca) (Llucmajor)
- Cova de Son Dalabau - Can Toni Montserrat (ca) (Llucmajor)
- Grottes du Drach (Manacor)
- Cova d'en Durí (ca) (Llucmajor)
- Coves de Gènova (es) (Palma de Majorque)
- Cova de Gomereta - S'Hortal de ses Males Llengües (ca) (Llucmajor)
- Cova de Gomereta - Sa Quintana (ca) (Llucmajor)
- Cova de Son Granada de Dalt - Es Garbellet (ca) (Llucmajor)
- Cova de Son Granada de Dalt - Sementer de s'Olivera (ca) (Llucmajor)
- Coves de Son Granada de Dalt - Ses Comes (ca) (Llucmajor)
- Cova de Son Granada de Dalt - Ses Vuit Quarterades (ca) (Llucmajor)
- Grottes dels Hams (Manacor)
- Cova de Son Hereu - Camp de sa Cova (ca) (Llucmajor)
- Cova de Son Hereu - Sa Pleta (ca) (Llucmajor)
- Cova de s'Homonet (ca) (Sant Llorenç des Cardassar)
- Cova de Son Julià (ca)  (Llucmajor)
- Grotte de Sa Llapassa - La Casina (ca) (Llucmajor)
- Cova des Masdéu (ca) (Llucmajor)
- Cova de Son Mendívil de Dalt (ca) (Llucmajor)
- Coves de Son Monjo (ca) (Llucmajor)
- Cova de Son Mulet (ca) (Llucmajor)
- Cova de Muleta (ca) (Sóller)
- Cova des Pas de Vallgornera (Llucmajor)
- Cova de Son Pieres (ca) (Llucmajor)
- Avenc de Son Pou (ca) (Santa Maria del Camí)
- Cova des Puigderrós de Dalt (ca) (Llucmajor)
- Cova des Rafal Vell (ca) (Llucmajor)
- Cova de Son Reiners (ca) (Llucmajor)
- Cova de Son Rubí de sa Cova (ca) (Llucmajor)
- Cova de Son Taixaquet d'en Toni (ca) (Llucmajor)
- Cova de Sa Torre de Son Quartera (ca) (Llucmajor)
- Coves de Son Verí de Baix (ca) (Llucmajor)
- Cova de Son Verí de Dalt (ca) (Llucmajor)

### Minorque
- Grotte d'Es Coloms (Es Migjorn Gran)
- Cova d'en Xoroi (ca) (Alaior)

### Cabrera et autres îles Gymésies
L'île de Cabrera, avec l'ensemble des îles Gymésies est rattachée à la commune de Palma de Majorque, sur l'île de Majorque.
- Cueva Azul (Palma de Majorque)

### Ibiza
- Cova de Can Marçà (Sant Joan de Labritja)
- Cova Es Cuieram (Sant Joan de Labritja)
- Cova de Ses Fontanelles (Sant Antoni de Portmany)
- Cova de Ses Llagostes (ca) (Sant Antoni de Portmany)
- Cova Santa (Sant Josep de sa Talaia)
- Cova de Santa Agnès (ca) (Sant Antoni de Portmany)

### Formentera et autres îles Pityuses
Entre parenthèses sont indiqués les villages ou lieux-dits de la municipalité de Formentera où s'ouvrent les cavités.
- Cova d'en Xeroni (Sant Ferran de Ses Roques (es))
- Cova de Sant Valero (Cap de Barbaria (ca))
- Cova de Sa Mà Peluda (Sa Mola)
- Cova des Fum (Sa Mola)

## Pays basque (PV)

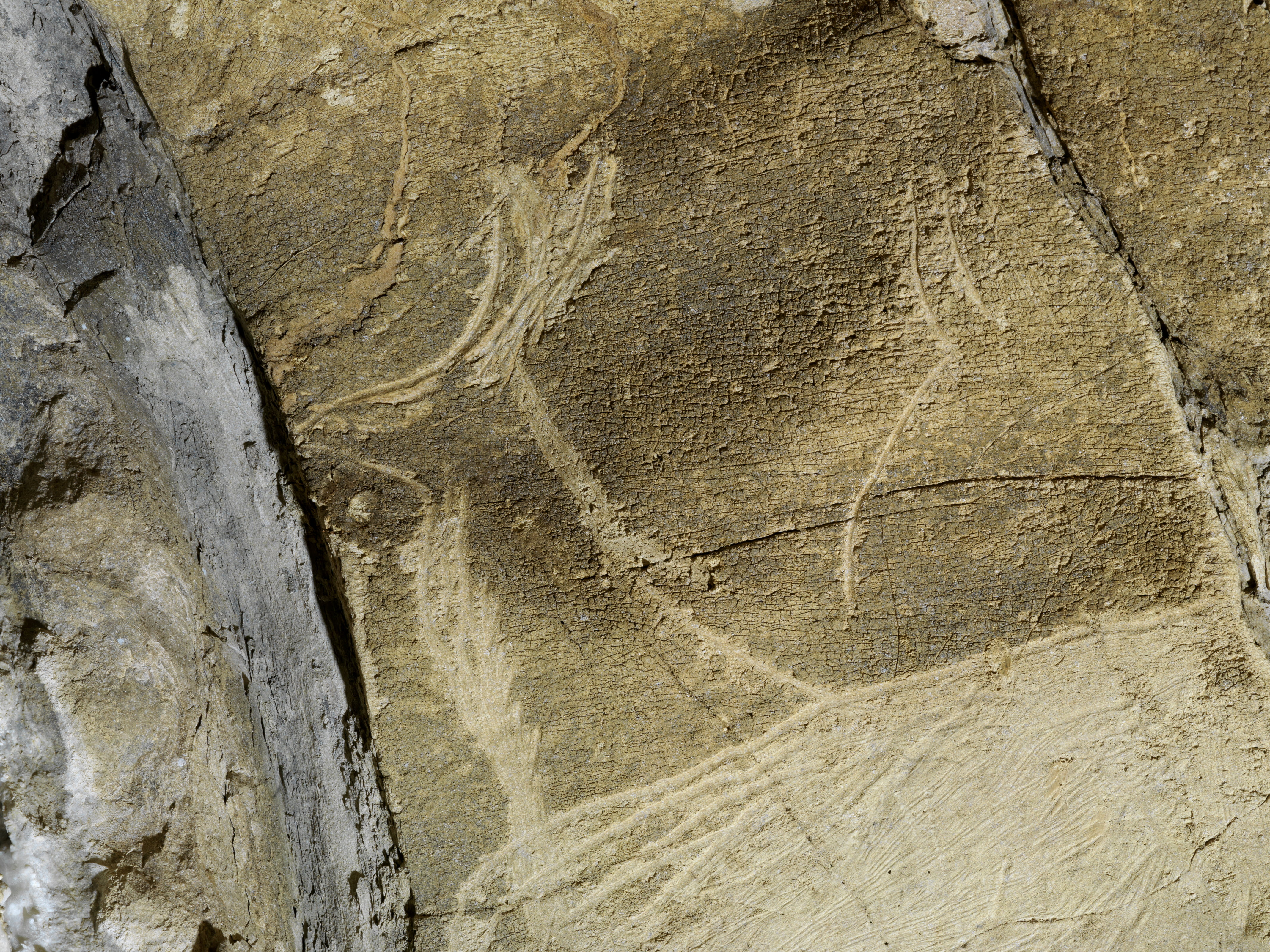
Grotte d'Altxerri

Entre parenthèses sont indiquées la commune puis la province où se trouve l'entrée principale de chaque cavité.
« Leizea(k) » ou « koba(k) » signifie « grotte(s) », en basque ; « cueva(s) » a la même signification en espagnol.
« Zuloa » ou « zulo » signifie « faille » ou « trou », en basque ; c'est l'équivalent de « sima » en espagnol.

### PV-A
- Abittaga (eu) (Amoroto, Biscaye)
- Aizpitarteko leizeak (Errenteria, Guipuscoa)
- Cueva de Altxerri (Aia, Guipuscoa)
- Amalda (leizea) (eu) (Zestoa, Guipuscoa)
- Cueva de Antoliña (Gautegiz Arteaga, Biscaye)
- Anton Koba (eu) (Oñati, Guipuscoa)
- Arenazako leizea (Galdames, Biscaye)
- Cueva de Arlanpe (Lemoa, Biscaye)
- Arrikrutzeko kobak (eu) (Oñati, Guipuscoa)
- Arrillor (eu) (Zigoitia, Alava)
- Cueva de Askondo (Mañaria, Biscaye)
- Atxeta (eu) (Forua, Biscaye)
- Atxurra (kobazuloa) (Berriatua, Biscaye)
- Axlor (Dima, Biscaye)

### PV-B
- Grotte de Balzola (Dima, Biscaye)
- Bolinkoba (eu) (Abadiño, Biscaye)

### PV-D
- Danbolinzulo (eu) (Zestoa, Guipuscoa)

### PV-E
- Cueva de Ekain (Deba, Guipuscoa)
- Erlaitz (leizea) (eu) (Zestoa, Guipuscoa)
- Ermitia (eu) (Deba, Guipuscoa)
- Erralla (eu) (Zestoa, Guipuscoa)
- Ezkuzta (eu) (Azpeitia, Guipuscoa)

### PV-G
- Grotte de Goíkolau (Berriatua, Biscaye)

### PV-H
- Hayal de Ponata (eu) (Ayala-Aiara, Urduña-Orduña et  Valle de Losa ; Alava, Biscaye et Burgos)

### PV-K
- Kanpanoste Goikoa (eu) (Arraia-Maeztu, Alava)
- Kobeaga (eu) (Ispaster, Biscaye)

### PV-L
- Lamiñak II (Berriatua, Biscaye)
- Langatxo (eu) (Mutriku, Guipuscoa)
- Lezea (eu) (Asparrena, Alava)
- Lezetxiki (Arrasate / Mondragón, Guipuscoa)
- Grotte de Lumentza (Lekeitio, Biscaye)

### PV-M
- Mairuelegorreta (eu) (Zigoitia, Alava)
- Marizulo (eu) (Urnieta, Guipuscoa)
- Mentatxu (eu) (Alonsotegi, Biscaye)

### PV-P
- Pikandita (eu) (Ataun, Guipuscoa)
- Polvorín (eu) (Galdames, Biscaye)
- Cueva de Pozalagua (es) (Karrantza Harana / Valle de Carranza, Biscaye)
- Praileaitz (Deba, Guipuscoa)

### PV-S
- Sandaili leizea (eu) (Oñati, Guipuscoa)
- Cueva de Santimamiñe (Kortezubi, Biscaye)
- Silibranka (eu) (Mañaria, Biscaye)
- Supelegor (eu) (Orozko, Biscaye)

### PV-T
- Torca del Carlista (eu) (Karrantza Harana / Valle de Carranza, Biscaye)
- Torre (leizea) (eu) (Oiartzun, Guipuscoa)

### PV-U
- Urratxa (leizea) (eu) (Orozko, Biscaye)
- Urtiaga (eu) (Deba, Guipuscoa)

### PV-V
- Venta Laperrako leizea (Karrantza Harana / Valle de Carranza, Biscaye)

## Îles Canaries (CN)

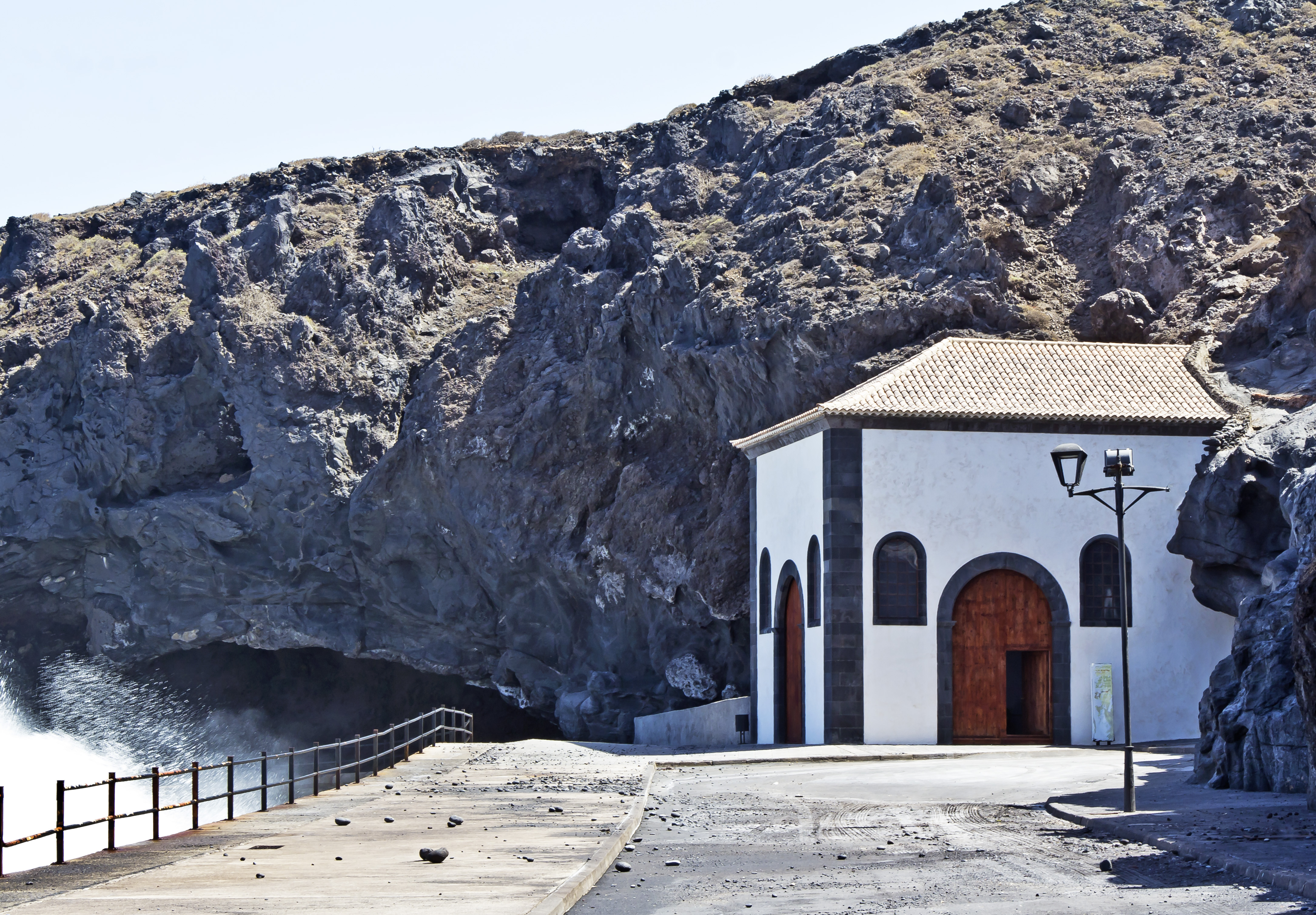
Grotte de Achbinico

Entre parenthèses sont indiquées la commune puis l'île dans lesquelles se trouve chaque cavité.

### Province de Santa Cruz de Tenerife
- Grotte de Achbinico (Candelaria, Tenerife)
- Grotte de Bencomo (Cueva de Bencomo) (es) (Santa Úrsula, Tenerife)
- Belle Grotte Cueva Bonita (es) (Tijarafe, La Palma)
- Grotte de Chinguaro (Güímar, Tenerife)
- Grotte de Don Justo (Cueva de Don Justo) (en) (El Pinar, El Hierro)
- Grotte de la Source (Cueva de la Fuente) (es) (Garafía, La Palma)
- Grotte de Guahedum (Cueva de Guahedum) (es) (San Sebastián de la Gomera, La Gomera)
- Grotte des Chauves-souris (Cuevas de los Murciélagos) (San Andrés y Sauces, La Palma)
- Grotte de Santo Hermano Pedro (Granadilla de Abona, Tenerife)
- Grotte des Toscones (Cueva de Los Toscones) (es) (San Sebastián de la Gomera, La Gomera)
- Grotte du Vent (Cueva del Viento) (Icod de los Vinos, Tenerife)

### Province de Las Palmas
- Grotte du Monastère de Valerón (Cenobio de Valerón) (es) (Santa María de Guía de Gran Canaria, Grande Canarie)
- Tube volcanique de La Corona (es) (Haría, Lanzarote)
  - Jameos del Agua
  - Cueva de los Lagos
  - Tunnel de l'Atlantide
  - Cueva de los Verdes
- Grotte Peinte (Cueva Pintada) (en) (Galdar, Grande Canarie)

## Cantabrie (CB)

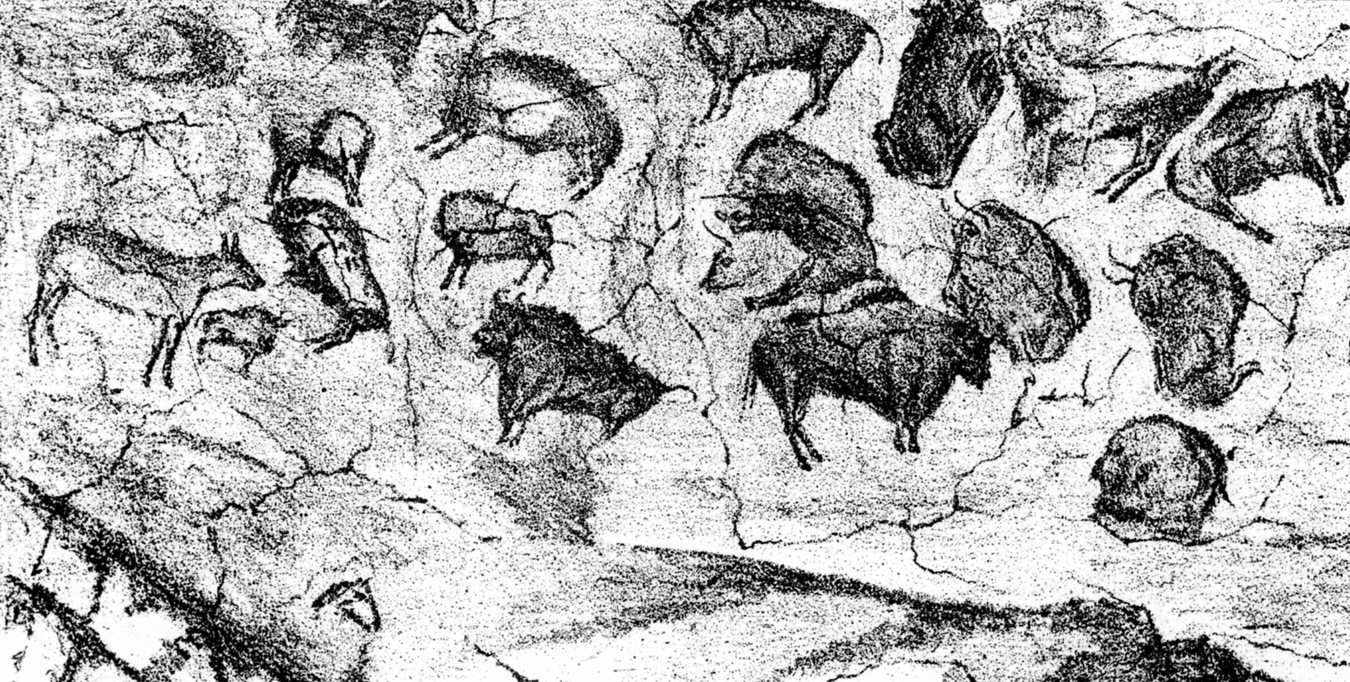
Grotte d'Altamira

Entre parenthèses sont indiquées la commune et la comarque dans lesquelles se trouve l'entrée principale de chaque cavité.
- Altamira (Santillana del Mar, Costa Occidental (es))
  - Neocueva (es)
- Grottes du Monte Castillo (Puente Viesgo, Valles Pasiegos (es)) :
  - Grotte du Castillo
  - Grotte de las Chimeneas
  - Grotte de Las Monedas
  - Grotte de La Pasiega
- Grotte de Chufín  (Rionansa, Saja-Nansa (es))
- Cueva de La Clotilde (es) (Reocín, Saja-Nansa (es))
- Cueva de Cobrantes (es) (Voto, Trasmiera (es))
- Grotte de Coventosa (Arredondo)
- Grotte de Covalanas (Ramales de la Victoria, Asón-Agüera (es))
- La Covarona (es) (Voto, Trasmiera (es))
- Cueva de La Estación (es) (Reocín, Saja-Nansa (es))
- Cueva de la Fuente del Salín (es) (Val de San Vicente, Costa Occidental (es))
- Grotte d'El Haza (Ramales de la Victoria, Asón-Agüera (es))
- Grotte de Hornos de la Peña (San Felices de Buelna, Besaya (es))
- Grotte de Los Hornucos (Hermandad de Campoo de Suso), Campoo-Los Valles (es))
- Cueva de los Marranos (es) (Lamasón, Saja-Nansa (es))
- Cueva de La Meaza (es) (Comillas, Costa Occidental (es))
- Cueva de Micolón (es) (Herrerías, Saja-Nansa (es))
- Grotte d'El Mirón (Ramales de la Victoria, Asón-Agüera (es))
- Grotte Morin (Villaescusa, Santander)
- Sistema del Mortillano (es) (Soba, Asón-Agüera (es))
- El Pendo (Camargo, Santander)
- Cueva de la Pila (es) (Miengo, Santander)
- Cueva del Porquerizo (es) (Rionansa, Saja-Nansa (es))
- Cueva del Rascaño (es) (Miera, Trasmiera (es))
- Cueva de El Salitre (es) (Miera, Trasmiera (es))
- Grotte d'El Soplao (Herrerías, Rionansa et Valdáliga ; Saja-Nansa (es) et Costa Occidental (es))
- Cueva del Valle (Rasines, Asón-Agüera (es))

## Castille-La Manche (CM)
Entre parenthèses sont indiquées la commune puis la province où se trouve l'entrée principale de chaque cavité.
- Sima de Alcorón (es) (Villanueva de Alcorón, Guadalajara)
- Cueva de los Ángeles (es) (Villamalea, Albacete)
- Grotte de la Canaleja (Abánades, Guadalajara)
- Grotte de Los Casares (Riba de Saelices, Guadalajara)
- Grotte de Gorgocil (Tamajón, Guadalajara)
- Grotte de la Hoz (Anguita, Guadalajara)
- Cueva de las Majadillas (es) (Sacecorbo, Guadalajara)
- Sima de Manuel Mozo (es) (Villanueva de Alcorón, Guadalajara)
- Cueva de Montesinos (Ossa de Montiel, Albacete)
- Cueva de los Muñecos (es) (Santa Elena, Jaén)
- Grotte del Niño (Aýna, Albacete)
- Abris de la Peña del Escrito (Villar del Humo, Cuenca) ,
- Sima de la Raja (es) (Villanueva de Alcorón, Guadalajara)
- Cueva Santa del Cabriel (Mira, Cuenca)
- Grotte de la Vieja (Alpera, Albacete)

## Castille-et-León (CL)
Entre parenthèses sont indiquées la commune puis la province où se trouve l'entrée principale de chaque cavité.
- Cuevas del Águila (Arenas de San Pedro, Ávila)
- Cueva de los Enebralejos (es) (Prádena, Ségovie)
- Cueva de los Franceses (es) (Pomar de Valdivia, Palencia)
- Cueva de Fuentemolinos (es) (Belorado, Burgos)
- Complejo kárstico de Ojo Guareña (es) (Espinosa de los Monteros, Merindad de Montija et Merindad de Sotoscueva ; Burgos)
  - Cueva Covaneria
  - Cueva Cornejo
  - Las Diaclasas
  - Sima de Dolencias
  - Cueva de San Bernabé
  - Sumidero del río Guareña
  - Sima de los Huesos
  - Cueva de Kaite
  - Cueva Kubía
  - Cueva de la Mina
  - Cueva del Moro
  - Cueva Palomera
  - Sima Rizuelos
  - Sima de Jaime
  - Resurgencia el Torcón
  - Resurgencia La Torcona
  - Sumideros del Trema
  - Último sumidero del Trema
  - Sima Villallana
- Cueva de Penches (es) (Oña, Burgos)
- Pozo Azul (es) (Tubilla del Agua, Burgos)
- Cueva de la Quilama (es) (La Bastida, Salamanque)
- Sima de los Simancos (es) (Cabrejas del Pinar, Soria)
- Cueva de Valporquero (es) (Vegacervera, León)

## Catalogne (CT)
Entre parenthèses sont indiquées la commune puis la province où se trouve l'entrée principale de chaque cavité.
- Cuevas de El Cogul (es) (El Cogul, Lleida)
- Cueva de les Encantades (es) (Queralbs, Gérone)
- Cova del Manel (es) (Matadepera, Barcelone)
- Cueva del Salnitre (es) (Collbató, Barcelone)
- Cuevas de Seriñá (es) (Serinyà, Gérone)
- Cuevas del Toll (es) (Moià, Barcelone)
  - Cueva del Toll
  - Cueva de les Toixoneres
  - Cueva Morta
  - Sima del Bassot

## Estrémadure (EX)
Entre parenthèses sont indiquées la commune puis la province où se trouve l'entrée principale de chaque cavité.
- Cueva de Boquique (Plasence, Cáceres)
- Cueva de Castañar de Ibor (es) (Castañar de Ibor, Cáceres)
- Cueva de La Charneca (Oliva de Mérida, Badajoz)
- Cueva de El Conejar (Cáceres, Cáceres)
- Mina La Jayona (Fuente del Arco, Badajoz)
- Cuevas de Fuentes de León (Fuentes de León, Badajoz)
- Cueva de Maltravieso (Cáceres, Cáceres)
- Cueva de Santa Ana (Cáceres, Cáceres)

## Galice (GA)
Entre parenthèses sont indiquées la commune puis la province où se trouve l'entrée principale de chaque cavité.
- Cueva de las Choias (A Pobra do Brollón, Lugo)
- Cova Eirós (Triacastela, Lugo)
- Cova do Rei Cintolo (Mondoñedo, Lugo)

## Communauté de Madrid (MD)
Entre parenthèses sont indiquées la commune puis la comarque (es) où se trouve l'entrée principale de chaque cavité.
- Cueva del Reguerillo (es) (Patones, Sierra Norte (es))

## Région de Murcie (MC)

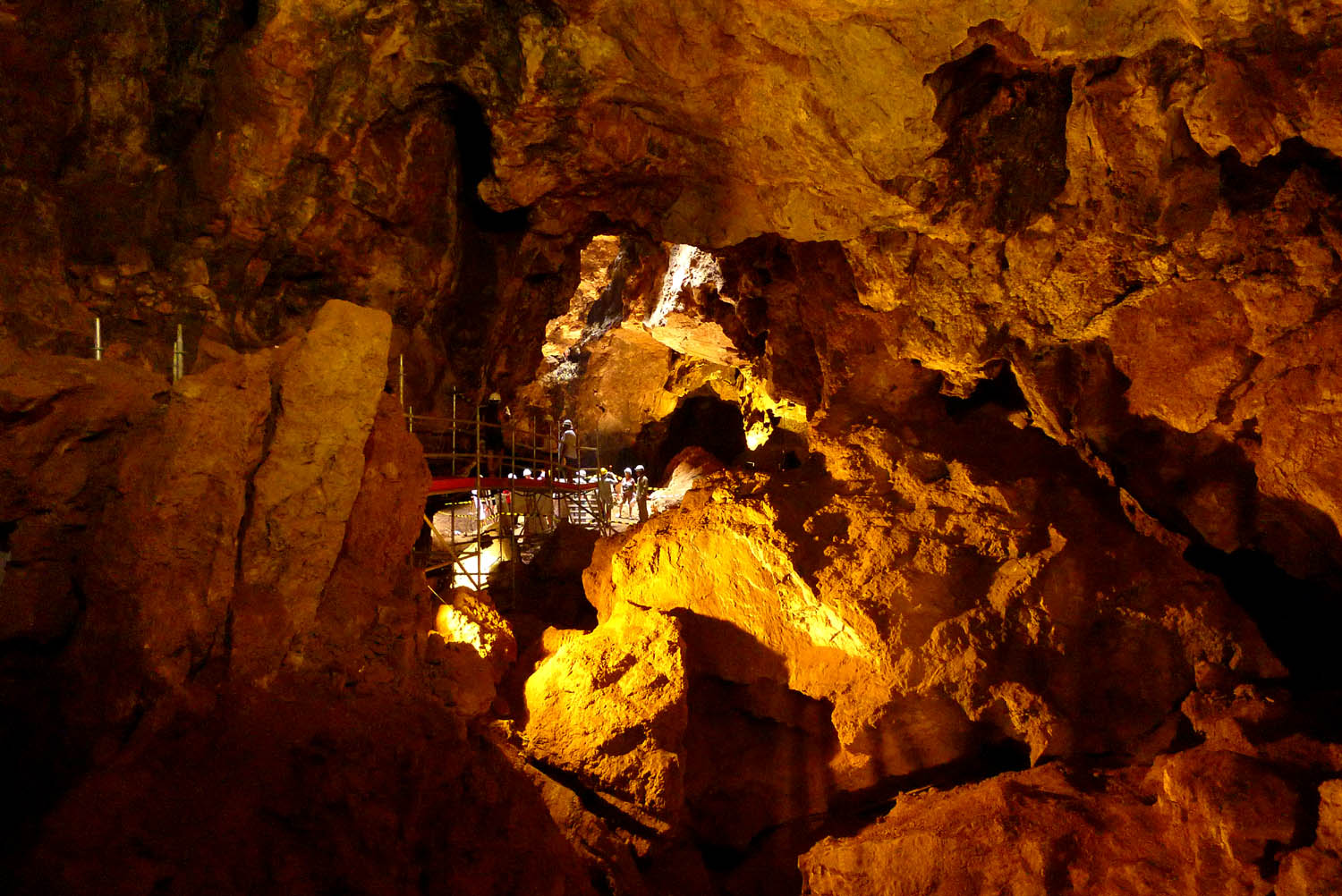
Cueva Victoria

Entre parenthèses sont indiquées la commune puis la comarque (es) où se trouve l'entrée principale de chaque cavité.
- Cueva Antón (Mula, Río Mula)
- Cueva de los Aviones (es) (Carthagène, Campo de Cartagena (es))
- Casas Cueva del Cerro del Castellar (es) (Puerto Lumbreras, Alto Guadalentín (es))
- Abrigo del Gorgocil (es) (Jumilla, Altiplano de Yecla-Jumilla (es))
- Cueva de la Higuera (Carthagène, Campo de Cartagena (es))
- Cueva del Lagrimal (es) (Yecla, Altiplano de Yecla-Jumilla (es))
- Cueva Negra (es) (Caravaca de la Cruz, Noroeste (es))
- Sima de las Palomas (Torre-Pacheco, Campo de Cartagena (es))
- Cueva del Rayo (Puerto Lumbreras, Alto Guadalentín (es))
- Cueva Victoria (Carthagène, Campo de Cartagena (es))

## Navarre (NC)

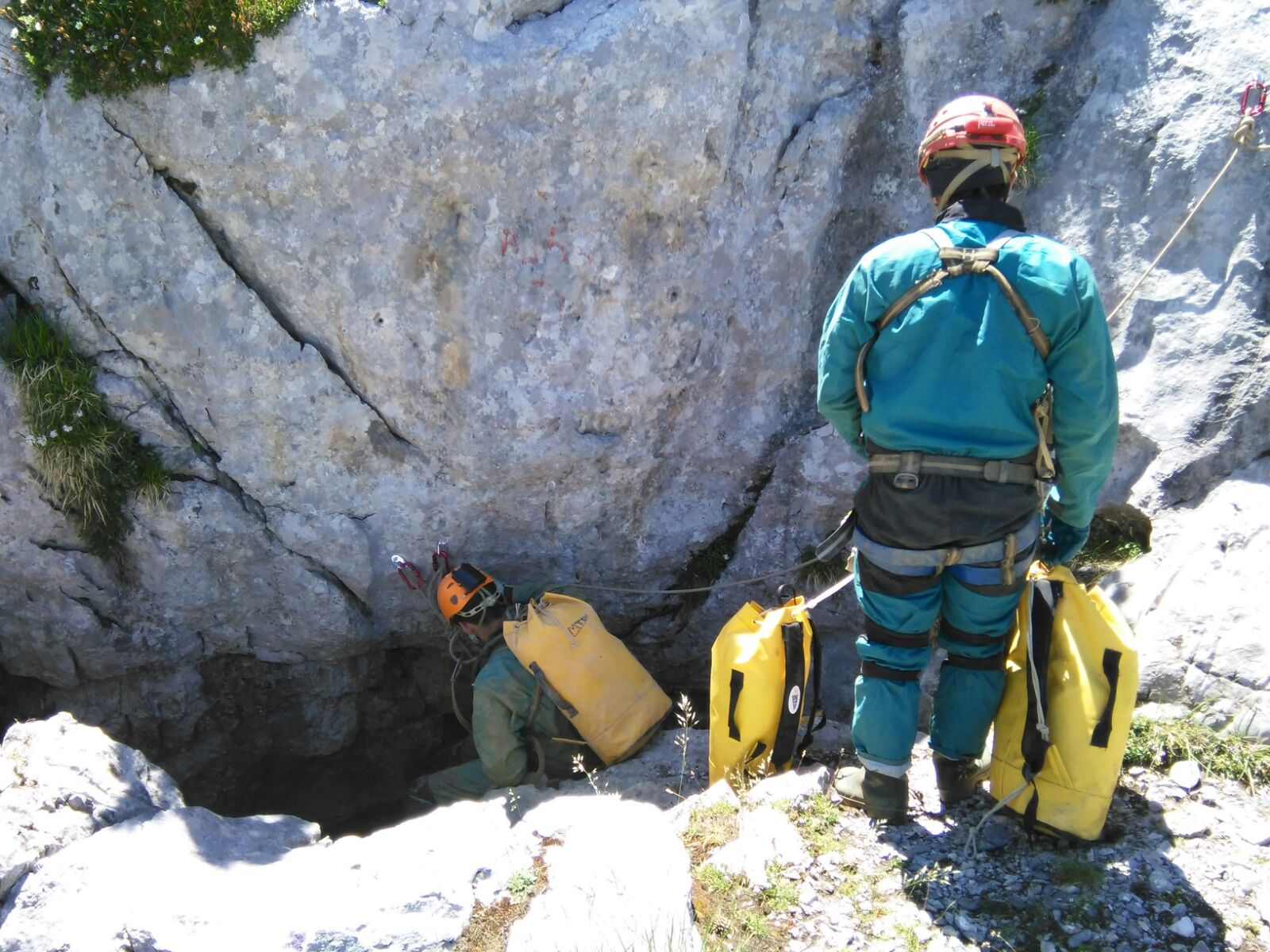
BU-56

« Leizea(k) » ou « koba(k) » et « osina » en basque peuvent se traduire respectivement par « grotte(s) » et « gouffre » en français ; ce sont les équivalents de « cueva(s) » et « sima » en espagnol.
Entre parenthèses sont indiquées la commune puis la comarque dans lesquelles s'ouvre la cavité.
- Abauntz (eu) (Ultzama-Ulzama, Ultzamaldea)
- Alkerdiko leizea (eu) (Urdazubi-Urdax, Baztan)
- Berroberria (eu) (Urdazubi-Urdax, Baztan)
- Illaminako Ateetako Leizea, Isaba
- Koskobilo (eu) (Olazti-Olazagutía et Altsasu-Alsasua, Sakana)
- Pozo Lepineux, Isaba
- Grotte de Mendukilo (Larraun, Leitzaldea)
- Portugain (eu) (Olazti-Olazagutía, Sakana)
- Grottes d'Ikaburu (Urdazubi-Urdax, Baztan)
- Ursaltoko kobak (eu) (Arruazu, Sakana)
- Zatoiako leizea (eu) (Abaurregaina, Auñamendi)
- Zugarramurdiko leizeak (Zugarramurdi, Baztan)

## La Rioja (RI)
« Cueva » en espagnol signifie « grotte » en français.
- Cueva de la Virgen (Nájera, Nájera)

## Communauté valencienne (VC)

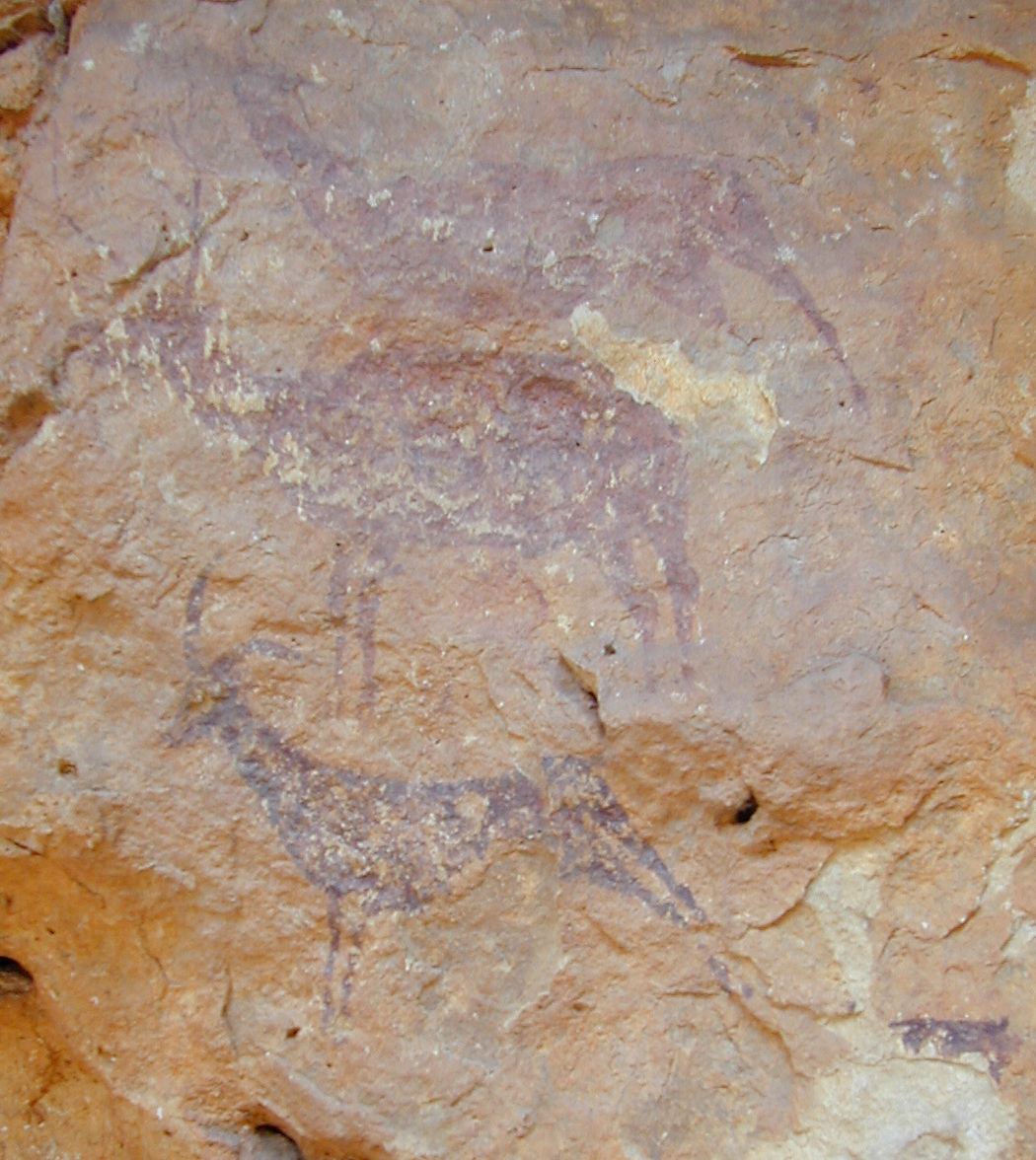
Cuevas de la Araña

Entre parenthèses sont indiquées la commune puis la province où se trouve l'entrée principale de chaque cavité.
- Cueva del Agua (Denia) (es) (Dénia, Alicante)
- Cueva del Agua (Tabernes) (es) (Tavernes de la Valldigna, Valence)
- Sima de l'Aigua (ca) (Carcaixent et Simat de la Valldigna, Valence)
- Cueva del Alba et Cueva Hermosa (es) (Cortes de Pallás, Valence)
- Cova de l'Albaroc (Barriol, Castellón)
- Cuevas de la Araña (Bicorp, Valence)
- Cueva de Bolomor (Tavernes de la Valldigna, Valence)
- Cueva de las Calaveras (Benidoleig, Alicante)
- Cuevas de Canelobre (Busot, Alicante)
- Abrigo de Cinto Ventana (es) (Dos Aguas, Valence)
- Cueva de la Cocina (Dos Aguas, Valence)
- Cueva del Cochino (es) (Villena, Alicante)
- Cova Fosca (La Vall d'Ebo)
- Cuevas de la Huesa Tacaña (es) (Villena, Alicante)
- Cueva del Lagrimal (es) (Villena, Alicante)
- Cueva del Latonero (es) (Altura, Castellón)
- La Covacha de Llatas (Andilla, Alicante)
- Grotte de Las Lomas de Abril (Castielfabib, Valence)
- Cueva de las Lechuzas (es) (Villena, Alicante)
- Cueva de las Malladetes (Barx, Valence)
- Cueva de las Maravillas (es) (Gandia, Valence)
- Cueva Negra de la Marchuquera Alta (Gandia, Valence)
- Cueva Negra de Montanejos (Montanejos, Castellón)
- Cova de l'Or (Beniarrés, Alicante)
- Cueva del Parpalló (Gandia, Valence)
- Cueva del Retoret (es)  (Gandia, Valence)
- Cova Remigia, (Ares del Maestrat, Castellón)
- Cueva de Rocafort (es) (Rocafort, Valence)
- Cueva Sabuquera (es) (Alcublas, Valence)
- Grottes de San José (La Vall d'Uixó, Castellón)
- Covatina del Tossalet del Mas de la Rambla (Vilafranca, Castellón)
- Cuevas del Peñón de la Zorra (es) (Villena, Alicante)

## Ceuta et Melilla (CE et ML) et autresplazas de soberanía
Entre parenthèses sont indiquées une éventuelle localité, puis la ville autonome ou le territoire dans lequel s'ouvre la cavité.
- Abrigo y cueva de Benzú (es) (Benzú, Ceuta)
- Cuevas del Conventico (Melilla)
- Cuevas de la Florentina (Melilla)
- Cueva de las Palomas (îlot Persil)